# Temple du Hâ
Le temple du Hâ est un lieu de culte protestant situé rue du Hâ à Bordeaux (Gironde). Édifié entre 1625 et 1638 comme chapelle pour la congrégation catholique de Marie-Notre-Dame, l'édifice est attribué aux protestants calvinistes bordelais en 1803. La paroisse est membre de l'Église protestante unie de France, et gère également le cimetière protestant de Bordeaux. 

## Histoire
Entre 1625 et 1638, l'architecte bordelais Henri Roche dirige les travaux de construction de la chapelle de la congrégation des sœurs de Notre-Dame, fondée en 1607 par Jeanne de Lestonnac, afin d'éduquer des jeunes filles, notamment celles qui étaient retirées à leur famille protestante,. Jeanne de Lestonnac est la fille de Jeanne Eyquem de Montaigne, elle-même sœur du philosophe et maire de Bordeaux Michel de Montaigne et fervente calviniste — comme deux autres de ses frères. 

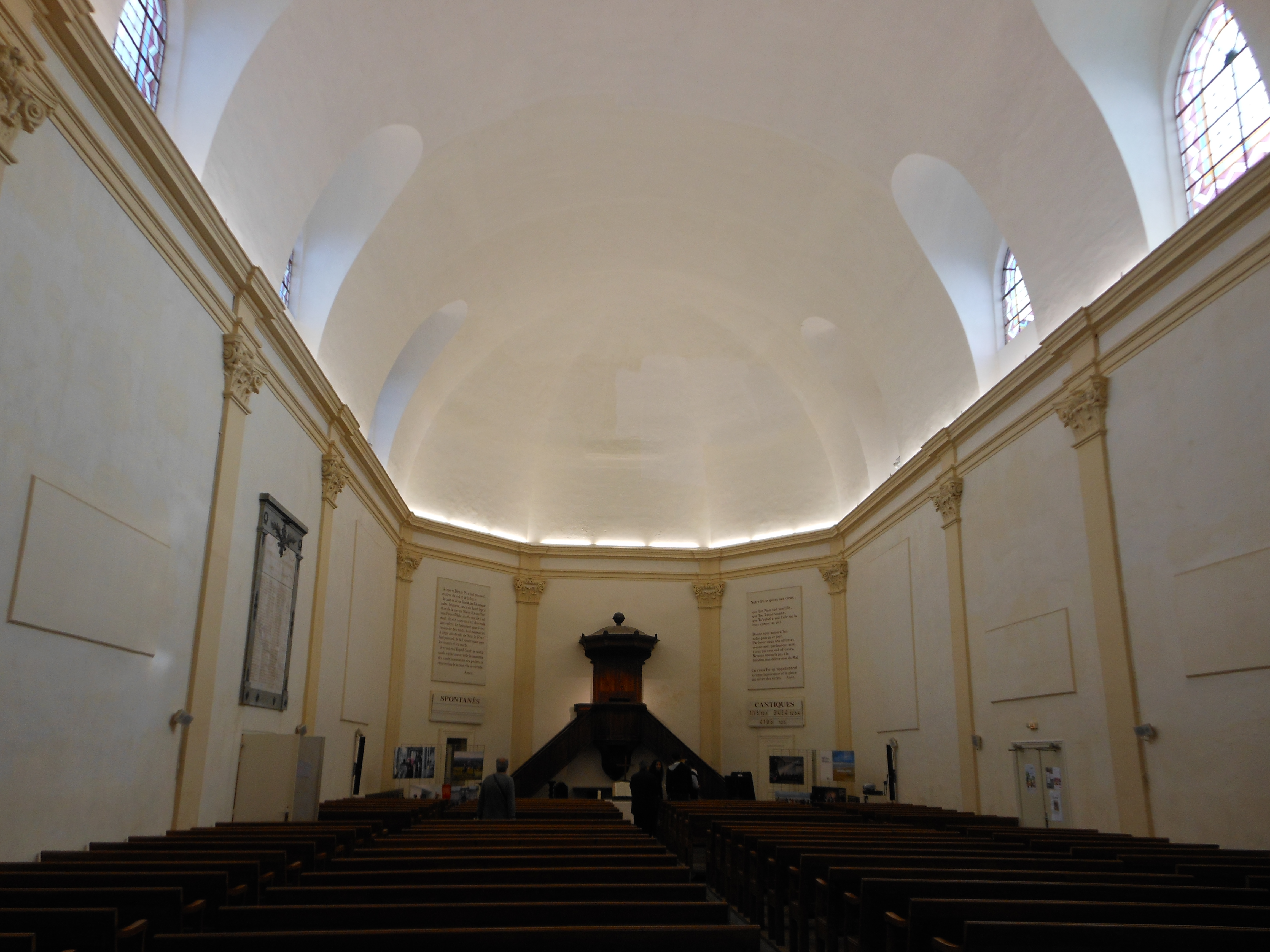
La nef.

En 1751, la nef est reconstruite à la suite d'un tremblement de terre.
Pendant la Révolution française, les congrégations sont dissoutes. Les tableaux, sculptures et objets liturgiques sont retirés, et le bâtiment sert de magasin de fourrage pour la troupe.
En 1803, la chapelle est affectée par Napoléon au culte réformé, en application des articles organiques du 18 germinal an X (8 avril 1802) qui étendent le régime concordataire des catholiques aux réformés et aux luthériens. La chapelle devient alors le temple du Hâ, du nom du fort du Hâ voisin. Une chaire en bois est construite. La première cérémonie a lieu le 1er décembre 1805, sous la direction du pasteur Martin.
Dans les années 1860, une école protestante est établie à proximité, rue du Commandant Arnould. C'est aujourd'hui le siège du Diaconat de Bordeaux, association qui œuvre dans le domaine social. Le centre culturel Hâ 32, lieu d'échange et de débat, y est aussi hébergé, ainsi que l'antenne bordelaise de la Cimade.

## Architecture
La chapelle est de style baroque. La façade est une composition ternaire avec trois frontons, trois ouvertures et trois niches. La nef est sobre, avec deux rangées de bancs en bois. La chaire est dans l'axe, au-dessus de la table de communion sur laquelle repose la Bible. 
En 1883, un orgue est réalisé par le facteur bordelais Gaston Maille. Restauré et agrandi en 1969, il comporte 19 jeux.